# Eugenio Alliata
Eugenio Mario Alliata OFM (ur. 9 grudnia 1949 w Bolzano Novarese, Novara) – włoski archeolog i biblista, franciszkanin, licencjusz nauk biblijnych. Należy do franciszkańskiej Prowincji św. Bonawentury w Piemoncie.

## Życiorys
Uzyskał w 1982 licencjat z teologii ze specjalizacją biblijną we Franciszkańskim Studium Biblijnym w Jerozolimie. W 1985 uzyskał stopień licencjusza archeologii chrześcijańskiej w Papieskim Instytucie Archeologii Chrześcijańskiej w Rzymie.
Uczestniczył w wielu kampaniach wykopaliskowych na Bliskim Wschodzie, w Izraelu i w Jordanii (Nazaret, En Kerem, Góra Nebo, Umm ar-Rasas, Kafarnaum, Kefar Kanna). Liczne publikacje książkowe i artykuły w specjalistycznych periodykach. Uważany za największego znawcę archeologii pierwotnego chrześcijaństwa Palestyny. Współpracował z Bellarmino Bagattim, Virgilio Corbo oraz Stanislao Loffredą.
Obecnie Eugenio Alliata jest wykładowcą archeologii paleochrześcijańskiej we Franciszkańskim Studium Biblijnym w Jerozolimie oraz dyrektorem muzeum archeologicznego przy Klasztorze Ubiczowania na Via Dolorosa w Jerozolimie.